# Ian Dowbiggin
Ian Dowbiggin, né en 1952, est un historien canadien de la médecine et historien renommé de la question de l’euthanasie. Il est professeur au département d'histoire de l'université de l'Île-du-Prince-Édouard. Ses recherches ont été financées par le Conseil de recherche en sciences humaines du Canada
Depuis 2011, il est membre de la Société royale du Canada.

## Publications
- The Quest for Mental Health: A Tale of Science, Medicine, Scandal, Sorrow, and Mass Society (2011)
- A Concise History of Euthanasia: Life, Death, God, and Medicine (2005)
- A Merciful End: The Euthanasia Movement in Modern America (2003)
- Suspicious Minds: The Triumph of Paranoia in Everyday Life (1999)
- Keeping America Sane: Psychiatry and Eugenics in the United States and Canada, 1880-1940 (1997)
- Inheriting Madness: Professionalization and Psychiatric Knowledge in 19th Century France (1991)